# 다카하기시
다카하기시(일본어: 高萩市)는 일본 이바라키현 북동부에 있는 시이다. 메이지 시대 이후 탄광촌으로 번창했지만 석탄 산업의 사양화로 현재는 목재 가공이 중심이다.

## 지리
동쪽은 태평양과 접하고 시가지는 해안가의 평지에 있다. 서쪽은 낮은 다가 산지의 일부이고 시역의 대부분이 이 산지에 있다. 산에서 바다를 향해 오키타강, 세키네강, 하나누키강 등 3개의 강이 흐르지만, 이 중 오키타강의 하류는 기타이바라키시로 흘러든다.

## 역사
고대에는 히타치국 다가군이었다. 1602년에 도자와 마사모리의 영지가 되어 마쓰오카번이 성립했지만, 도자와씨는 1622년 데와국으로 이봉되어 1646년 이후에는 미토번 가문의 나카야마씨의 지행지가 되었다.
- 1889년 4월 1일 - 마쓰바라정이 성립했다.
- 1937년 10월 1일 - 마쓰바라정이 다카하기정으로 개칭했다.
- 1954년 11월 23일 - 다카하기정, 마쓰오카정, 다카오카촌, 구로마에촌의 일부, 구시카타촌의 일부가 합병해 다카하기시가 되었다.

## 교통

### 철도
- 동일본 여객철도 조반선

### 도로
- 조반 자동차도
- 국도 제6호선
- 국도 제461호선(일본어판)

## 인구
| 연도 | 인구   | ±%     |
| ---- | ------ | ------ |
| 1950 | 29,637 | —      |
| 1960 | 32,816 | +10.7% |
| 1970 | 29,548 | −10.0% |
| 1980 | 32,436 | +9.8%  |
| 1990 | 35,320 | +8.9%  |
| 2000 | 32,602 | −7.7%  |
| 2010 | 31,017 | −4.9%  |
| 2020 | 27,699 | −10.7% |

|                                                | |
| 다카하기시의 전국의 연령별 인구 분포（2005년） | 다카하기시의 연령·남녀별 인구 분포（2005년）                                                                              |
| ■자주색 ― 다카하기시 ■녹색 ― 일본전국          | ■파랑색 ― 남자 ■빨간색 ― 여자                                                                                             |
| · 다카하기시（에 해당되는 지역）의 인구추이    | |
| 일본 총무성 통계국 국세조사 결과               | |
|                                                | 이 그래프는 더 이상 지원되지 않는 레거시 그래프 확장 기능을 사용하고 있습니다. 새로운 차트 확장 기능으로 변환해야 합니다. |